# Guillaume Alexis Paris
Guillaume Alexis Paris (Luik, 1756 – Sint-Petersburg, 30 januari 1840) was een Belgisch-Russisch componist en dirigent.
Hij was jarenlang dirigent van operagezelschappen in Maastricht (rond 1776), Brussel (1780-1782), Gent (1782-1873), Lyon (1784), Amsterdam (Franse Schouwburg, 1787-1788), weer Brussel (1790-1792) en het Franse theater in Hamburg (1794-1799). Daarbij viel zijn afwijkende stijl van dirigeren op; hij gebruikte een baton in tijden dat dat nog niet gangbaar was. Rond 1799 trok hij naar Sint-Petersburg.
Van hem zijn in de 21e eeuw nog bekend:
- 1786: opera Le nouveau sorcier (libretto: Paul Ulric Dubuisson, uitvoeringen in Luik)
- 1791: opera Le bouquet villageois
- 1793: opera La loi/Les lois/Les loix et les rois (Le bonheur des peuples, uitvoeringen in de Koninklijke Muntschouwburg, Brussel)
- 1795: Chaconne concertante voor orkest
- 1799: ballet L’arrivée de Thetis
- 1799: ballet Le retour de Thetis
- 1806: opera Les amants protées (vaudeville, uitgevoerd in Moskou)
- 1823: ballet La famille des simples d’esprit
- 1824: ballet La forêt noire